# Jean-Baptiste Le Moyne de Bienville
Jean-Baptiste Le Moyne de Bienville (Montreal, 23 de fevereiro de 1680 – Paris, 7 de março de 1767) foi um colonizador e representante do governo da França na Louisiana, indicado várias vezes no período de 1701-1743. Ele era o irmão mais novo do explorador Pierre Le Moyne d'Iberville. Era também conhecido por Sieur de Bienville. É o fundador da atual cidade de New Orleans.